# 천안여자고등학교
천안여자고등학교(天安女子高等學校)는 대한민국 충청남도 천안시 동남구 삼룡동에 위치한 공립 고등학교이다.

## 학교 연혁
- 1952년 4월 29일 : 천안여자고등학교 설립 인가(3학급)
- 1952년 5월 8일 : 천안여자중학교에서 개교
- 1973년 9월 1일 : 천안여자고등학교로 분리
- 1974년 10월 6일 : 천안시 동남구 삼룡동 현 교사로 이전
- 2002년 9월 9일 : 기숙사(진향학사) 개관
- 2021년 3월 1일 : 교과특성화학교 운영(탐구 융합, 교육)
- 2021년 3월 1일 : 충남 참학력수학 선도학교 운영
- 2022년 3월 1일 : 참교실 길잡이 학교(3년)
- 2023년 1월 4일  : 제70회 졸업식(11학급 319명)
- 2023년 3월 1일  : 제30대 황홍익 교장 부임
- 2023년 3월 2일  : 제73회 입학식(12학급 363명)

## 참고 자료
- 천안여자고등학교 - 한국교육학술정보원 학교알리미